# La legge del cuore
La legge del cuore  è un film muto italiano del 1918 diretto da Gero Zambuto.